# Gustaf Molander (musiker)

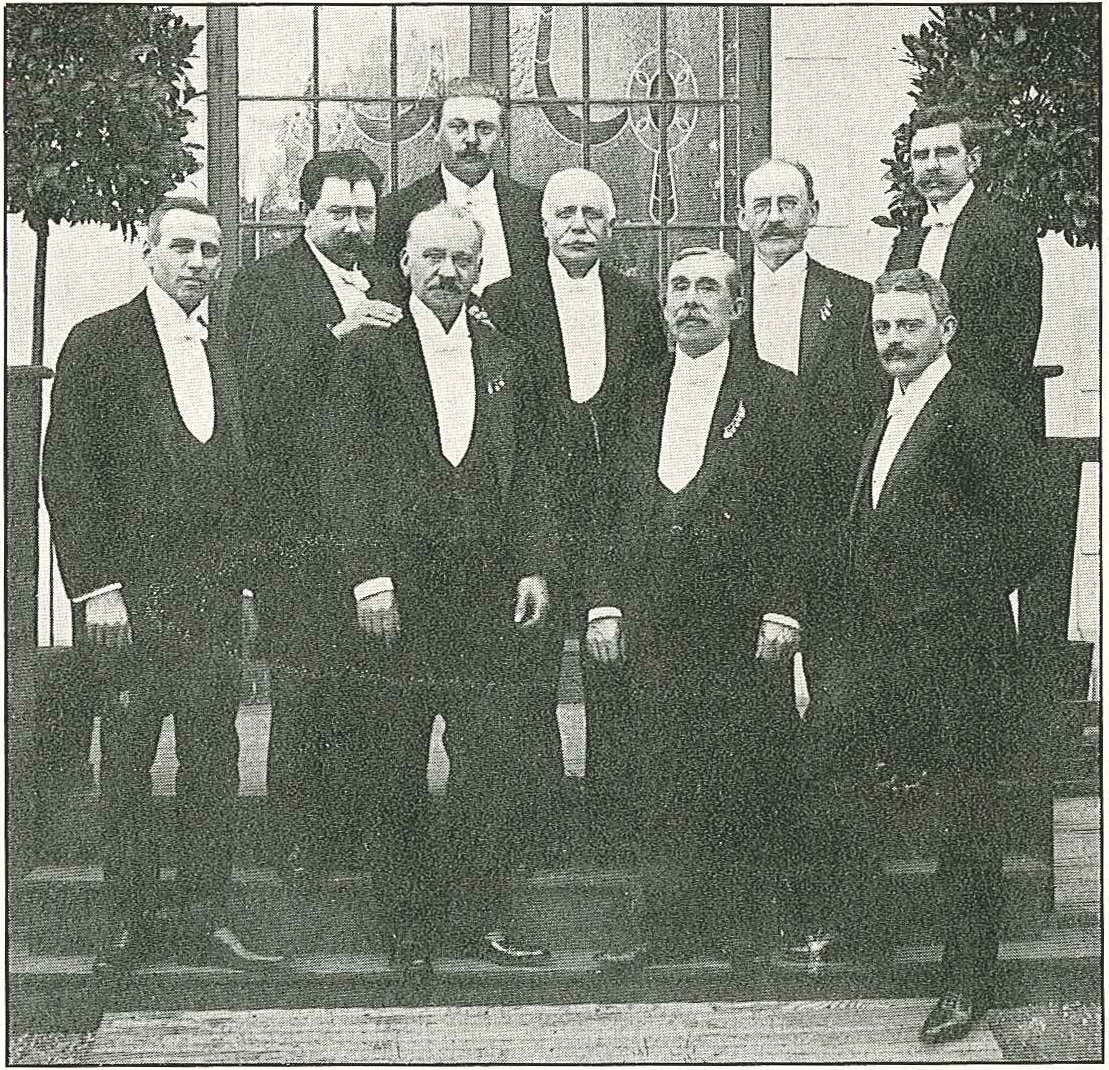
Gustaf Molander står längst till höger i främre raden på denna gruppbild från kammarmusikfestivalen i Ystad 1910. För uppgift om övriga personer på bilden, se Salomon Smiths Kammarmusikförening.

Erik Gustaf Molander, född den 24 februari 1879 i Gislaved, Jönköpings län, död den 12 februari 1923 i Göteborg, var en svensk violinist. Han var bror till Aurora Molander och far till Mats Erik Molander.
Molander var 1894–1902 elev vid konservatoriet i Stockholm, där han avlade musikdirektörsexamen. Han studerade vidare 1903–1904 i Bryssel för César Thomson och Paul Gilson, blev 1904 andreviolinist i Aulinkvartetten och 1905 musikdirektör vid Västgöta regemente. Molander var några år konsertmästare vid Konsertföreningen i Stockholm och 1909–1923 konsertmästare vid Göteborgs orkesterförening. Han är begravd på Norra begravningsplatsen utanför Stockholm.